# Видим
Видим (на чешки: Vidim) е село, център на община в окръг Мелник на Среднобохемския край в Чехия. Населението му е 133 души (по приблизителна оценка от януари 2018 г.).
За пръв път селището се споменава в писмени извори през 1318 г.
В селото е роден изтъкнатият български художник от чешки произход Иван Мърквичка.